# Diecezja Mopti
Diecezja Mopti – diecezja rzymskokatolicka w Mali. Powstała w 1942 jako prefektura apostolska Gao. W 1963 podniesiona do rangi diecezji i otrzymała obecną nazwę.

## Biskupi ordynariusze
- Ordynariusze
  - Bp Jean-Baptiste Tiama (od 2020)
  - Bp Georges Fonghoro (1999–2016)
  - Archbishop Jean Zerbo (1994–1998)
  - Bp Georges Biard, M. Afr. (1964–1988)
- Prefekci apostolscy
  - O. Renato Landru, M. Afr. (1950–1964)
  - Abp Pierre Louis Leclerc, M. Afr. (1947–1949)
  - Bp Jean-Marie Lesourd, M. Afr. (1942–1947)